# Confrérie des chevaliers du taste-fromage de France
La confrérie des chevaliers du taste-fromage de France est une association loi de 1901 ayant pour objet la promotion des fromages de France, du point de vue de leur consommation et de leur contribution aux créations culinaires, et de préserver les traditions liées aux régions françaises où ils sont nés et se sont développés..

## But et fonctionnement
Elle regroupe divers professionnels de la filière commerciale du fromage : transformateurs, affineurs de France et d’Italie, mais aussi, amateurs éclairés, représentants du corps médical ou du corps  administratif mais peu ou pas d'agriculteurs producteurs de fromages fermiers.
Elle appartient à l’Académie des Confréries du Languedoc et du Roussillon, qui regroupe diverses confréries semblables, et se charge de les faire connaître.

## Histoire
Au début des années 1950, 40 membres du Comité national de propagande des produits laitiers ressentirent la nécessité de conférer aux fromages de France leurs lettres de noblesse. Ils fondent dans cet objectif la Confrérie Brillat-Savarin du Taste Fromage, qui a été inscrite au registre civil de la République française le 18 mars 1954. Plusieurs années plus tard, la société est devenue la Confrérie des Chevaliers du Taste Fromage de France, toujours en activité actuellement.

## Devise
Honni soit qui sans fromage prétend à bonne table rendre hommage.